# Howells komet
Howells komet, officiell beteckning 88P/Howell, är en kortperiodisk komet upptäckt av Ellen Howell den 29 augusti 1981 vid Palomarobservatoriet i södra Kalifornien. Kometen har en omloppstid på cirka 5,5 år och kärnan har en diameter på ungefär 4,4 kilometer. Den 2 maj 2009 passerade den jorden på ett avstånd av 1,230 AU och den 12 oktober 2009 passerade den perihelium. Under sin periheliumpassage förväntades den nå en skenbar magnitud på omkring 10 vilket innebar att den var svår att få syn på även med fältkikare. Med hjälp av datorberäkningar har man kommit fram till att den passerade nära Jupiter 1978 vilket minskade dess periheliumavstånd avsevärt. En ännu större förändring beräknas ha skett 1585 då periheliumavståndet minskade från 4,7 till 2,4 AU.